# اعلان استقلال کوزوو

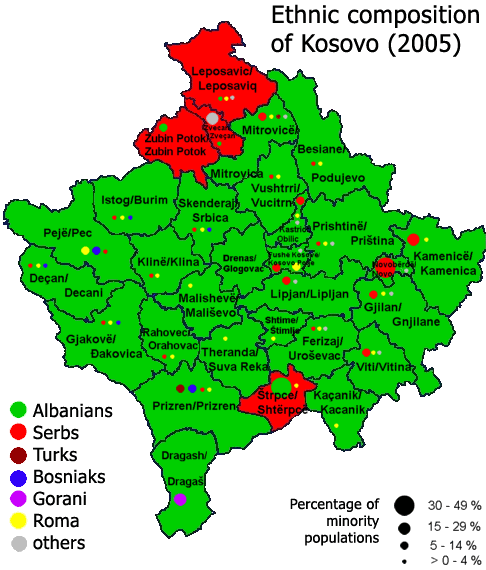
قوم‌های کوزوو در سال ۲۰۰۵

اعلان استقلال کوزوو، کاری است که نهاد موقت دولت خود خوانده انجمن کوزوو در تاریخ ۲۸ بهمن ۱۳۸۶ (۱۷ فوریه ۲۰۰۸) به انجام رساند؛ و بر پایه آن استقلال کوزوو از صربستان را بروز دادند. این دومین ادعای استقلال نهادهای قدرت سیاسی آلبانیائی‌های کوزوو است؛ نخستین آن‌ها در ۷ سپتامبر ۱۹۹۰ روی داد. بر خلاف ادعای نخستین که تنها از سوی آلبانی به رسمیت شناخته شد، ادعای دوم را بیش‌تر کشورهای اتحادیه اروپا و ایالات متحده به رسمیت شناخته‌اند.

## شرح
پارلمان کوزوو با تصویب اعلامیه استقلال و جدائی این استان از صربستان، کوزوو را کشوری مستقل، دمکراتیک و حاکم بر سرنوشت خود اعلام کرده‌است.
بروز نامه (اعلامیه) استقلال در جلسه فوق‌العاده یکشنبه انجمن (پارلمان) به تصویب رسید که با سخنان هاشم تاچی نخست‌وزیر آغاز بکار کرده بود.
تاچی گفت: کوزوو از این پس با افتخار مسیر استقلال و آزادی را طی می‌کند.
هنگامی که تاچی بروز نامه استقلال را برای نمایندگان می‌خواند، ده‌ها هزار آلبانیائی‌تبار با فریادهای شادی، در خیابان‌های اطراف ساختمان پارلمان جمع شده بودند.
جکوب کراسنیکی رئیس انجمن گفت دولت جدید دولتی متعهد به دمکراسی و همکاری با جامعه بین‌المللی است.

## واکنش جهانی

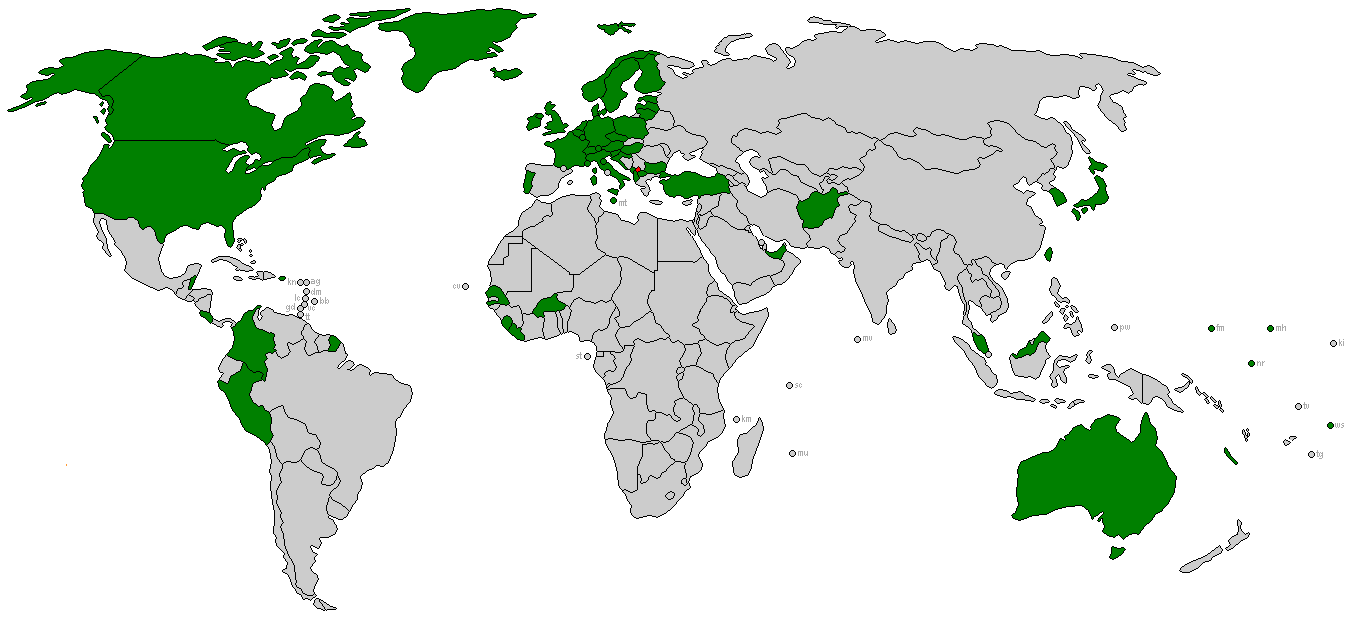
نقشه‌ای از کشورهایی که استقلال کوزوو را به رسمیت شناخته‌اند
کوزوو
کشورهایی که استقلال کوزوو را به رسمیت می‌شناسند
کشورهایی که استقلال کوزوو را به رسمیت نمی‌شناسند

### آمریکا
بوش گفت: آمریکا به همکاری با متحدین خود برای اطمینان از بروز نکردن خشونت در کوزوو ادامه می‌دهد. وی همچنین گفت: از آمادگی و خواست دولت مستقر در پریشتینا برای حراست و حفاظت از حقوق اقلیت صرب در کوزوو دلگرم شده‌است.

### صربستان
صربستان با استقلال کوزوو مخالف است و این ناحیه را با نام استان خودمختار کوزوو و متوهیا، بخشی از خاک خود می‌داند. در بلگراد، وجیسلو کوزتونیکا نخست‌وزیر صربستان، در یک سخنرانی تلویزیونی کوزوو را یک کشور کاذب خواند. وی گفت بروز استقلال برای کوزوو تخلف و نقض معیارهای بین‌المللی است.

### روسیه
روسیه متحد صربستان، قبلاً گفته‌است خواستار مشورتهای فوری در شورای امنیت سازمان ملل متحد می‌شود. بلگراد و مسکو هر دو استدلال می‌کنند که استقلال کوزوو می‌تواند به شکل گرفتن جنبش‌های جدائی خواه در نقاط دیگر اروپا منجر شود.